# Horsgölen (Djursdala socken, Småland)
Horsgölen är en sjö i Vimmerby kommun i Småland och ingår i Botorpsströmmens huvudavrinningsområde.